# Białe kołnierzyki

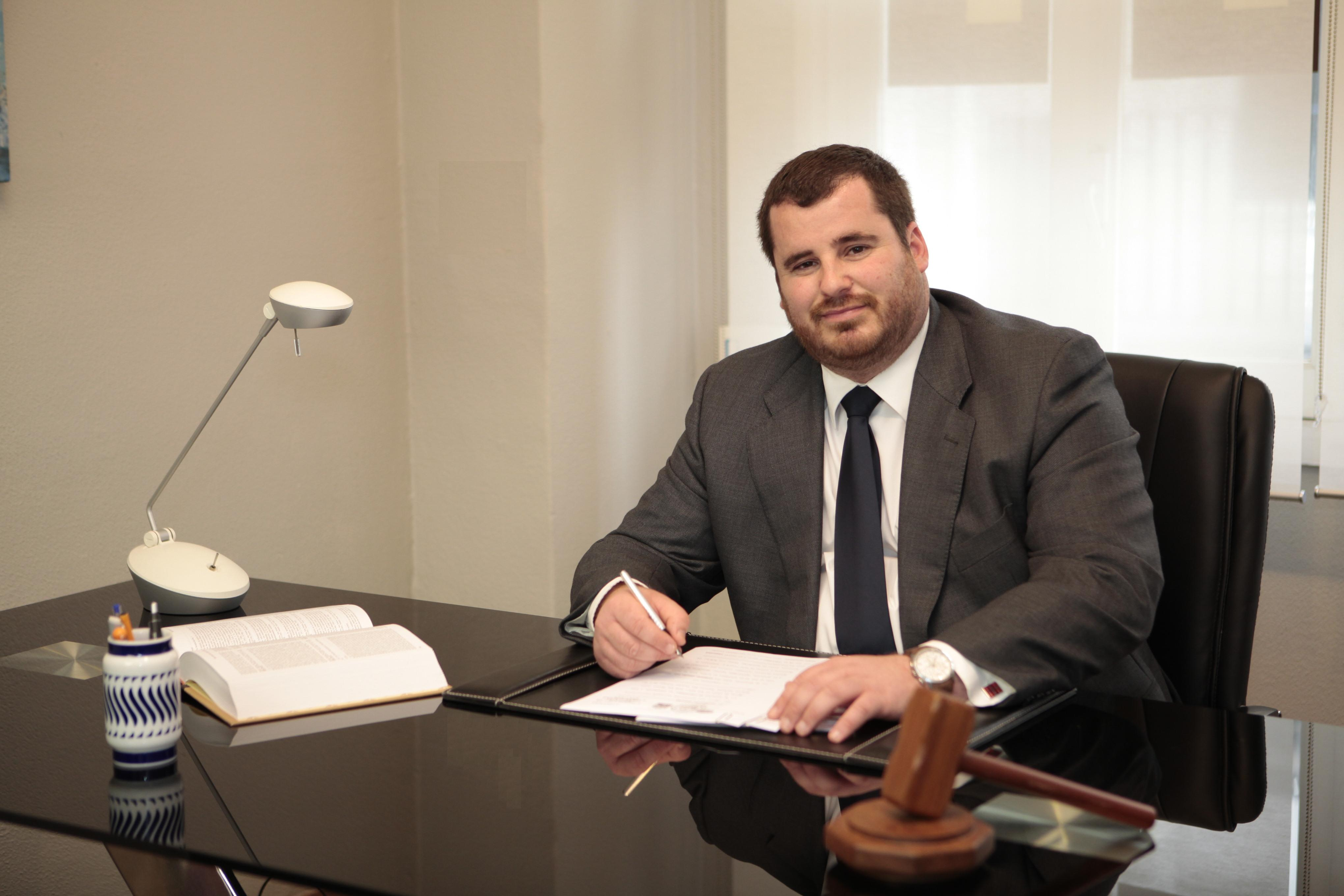
Stereotypowy przykład „białego kołnierzyka”

Białe kołnierzyki (ang. white collars) – termin wprowadzony w amerykańskiej socjologii na określenie osób pełniących zawody niewymagające pracy fizycznej. Najczęściej utożsamiany jest on z pracownikami zatrudnionymi w sektorze publicznym, pracownikami administracji publicznej, ale również prawnikami, doradcami podatkowymi itp. Nie dotyczy on wolnych zawodów oraz przedsiębiorców.
Mówi się też czasem o kategorii „różowych kołnierzyków”, czyli zawody zdominowane przez kobiety, które nie wymagają znacznego wysiłku fizycznego, ale nie cieszą się prestiżem. Te zawody to np. pielęgniarki, sekretarki czy nauczycielki w szkołach podstawowych. 
Podział na kategorie społeczno-zawodowe „białych” i „niebieskich kołnierzyków” w Stanach Zjednoczonych ukształtował się w latach 50. XX wieku, w wyniku zanikania klasy farmerskiej oraz zacierania się od końca lat 30. XX wieku podziałów w obrębie trzech grup społeczno-zawodowych: rolnictwa, przemysłu i usług.